# Cylindrarcturus elongatus
Cylindrarcturus elongatus är en kräftdjursart som beskrevs av Schultz 1981. Cylindrarcturus elongatus ingår i släktet Cylindrarcturus och familjen Antarcturidae. Inga underarter finns listade i Catalogue of Life.